# Смартфон

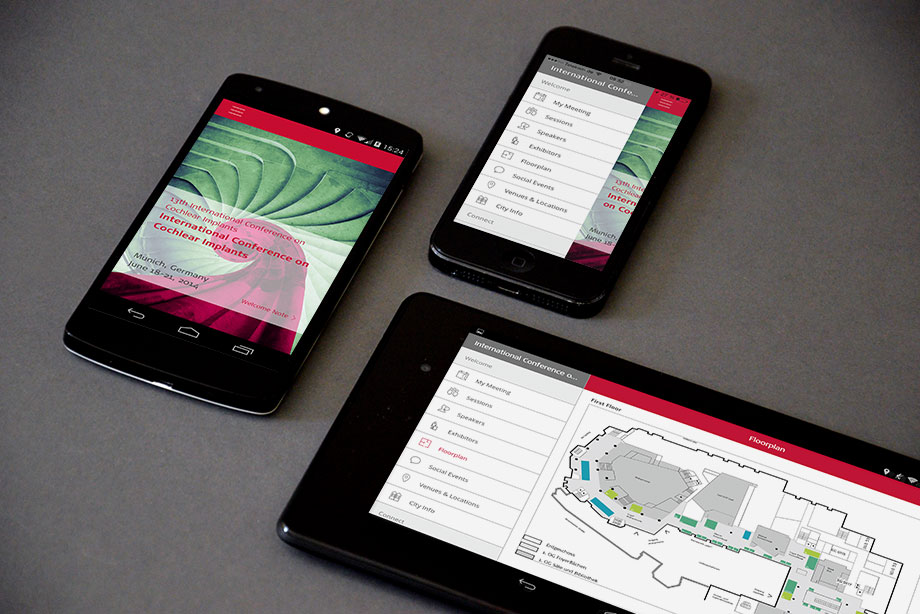
Додаток до операційної системи, запущений на різних смартфонах

Смартфо́н (з англ. smart — розумний та phone — телефон) — підкатегорія стільникових телефонів, які поєднують функції надання стільникового зв'язку з виконанням широкого спектра додаткових функцій і можливостей, забезпечуваних відкритими операційними системами й додатками до них. Відповідно смартфони мають риси персонального комп'ютера, більше постійне сховище інформації, більше оперативної пам'яті та порівняно потужний центральний і графічний процесор.
Для позначення деяких пристроїв, які суміщають функціональність мобільного телефону і кишенькового ПК з кінця 1990-х до 2008―2010-х використовувався термін «комунікатор» (англ. Communicator, PDA Phone), що характеризується як кишеньковий персональний комп'ютер, доповнений функціональністю мобільного телефону.
Кількість власників смартфонів у 2020 році становила 3,5 млрд людей проти 4,8 млрд звичайних стільникових телефонів, а у 2023 році кількість користувачів смартфонів перевищила половину населення Землі — понад 4,3 млрд. Деякі люди при цьому володіють і тими, і тими. В Україні за підсумками 2019 року, більшість мобільних телефонів (66 %) — смартфони. Більшість смартфонів працюють на базі операційної системи Android. Найпопулярніші в 2020 році смартфони: Samsung Galaxy S20/S20 Plus, iPhone 12/iPhone 12 mini, Samsung Galaxy Note 20 Ultra, iPhone 12 Pro/iPhone 12 Pro Max, OnePlus 8 Pro.

## Смартфони і стільникові телефони
Наявність повнофункціональної операційної системи не робить смартфони й комунікатори привабливішими в очах більшості користувачів. Сучасні телефони (моделі середньої цінової категорії і вище) чудово справляються з багатьма завданнями, що виходять за рамки телефонних: робота з електронною поштою, перегляд текстових документів та електронних таблиць, робота з планувальником завдань та іншими. Розширення функціональності телефонів можливо за рахунок J2ME-програм, які підтримуються практично всіма мобільними телефонами, смартфонами і комунікаторами. Екран цілого ряду мобільних телефонів не поступається більшості смартфонів (останнім часом телефони оснащуються і сенсорними екранами), багато моделей оснащені роз'ємом для картки пам'яті. Смартфони в очах даної категорії користувачів виглядають привабливішими за рахунок інших факторів (частково зумовлені просуванням смартфонів і комунікаторів виробниками), таких як: сучасні мультимедійні функції (якісніша камера, розширені можливості відтворення відеофайлів, поліпшені музичні здібності), Wi-Fi, GPS і інших.
Важливо відзначити, що програми, написані спеціально для операційної системи смартфона або комунікатора є повноцінними скомпільований в двійковий код послідовностями низькорівневих мікропроцесорних команд. А з урахуванням того, що у всіх смартфонах встановлені потужніші процесори, ніж у мобільних телефонах, можливості програміста зі створення таких програм практично не обмежені. Спеціалізовані програми функціональніші й раціональніше використовують ресурси процесора, ніж «універсальні» J2ME-програми. Тому смартфони є популярними серед розробників програмного забезпечення і ентузіастів.

## Смартфони і комунікатори

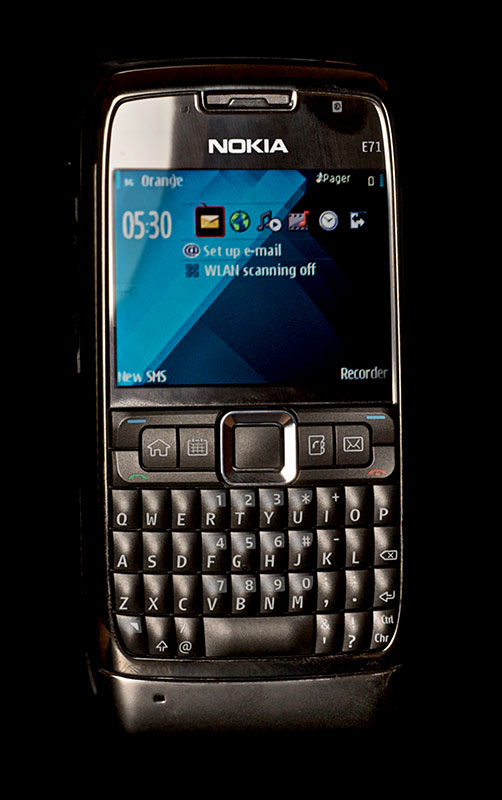
Nokia E71

В даний час не існує чіткого розмежування між смартфонами і комунікаторами, оскільки функціональність обох класів пристроїв приблизно однакова. Різні експерти і виробники по різному трактують ці терміни. Часто застосовується так званий «історичний підхід», який полягає в наступному: якщо пристрій веде свій родовід від КПК — то це комунікатор, а якщо від мобільних телефонів — то це смартфон. У рамках цього підходу під комунікаторами зазвичай маються на увазі пристрої з сенсорним екраном (може бути доповнений клавіатурою) працюють під управлінням операційної системи Windows Mobile. Пристрої з Windows Mobile, що використовують для введення інформації суто QWERTY — і/або цифрову клавіатуру (аналог телефонного), називаються смартфонами. Більшість пристроїв під управлінням Symbian OS традиційно відносять до смартфонів (за винятком Nokia серій 9xxx, Nokia E90 і деяких інших). В інших випадках позиціювання пристрою залежить від виробника (зазвичай пристрої з звичайним дисплейом відносять до комунікаторів, а до смартфонів відносять пристрої з сенсорним екраном).
Також частина фахівців поділяє комунікатори й смартфони відповідно наявністю або відсутністю повнорозмірної (QWERTY) клавіатури (віртуальної або фізичної).
На початку 2000-х межа між смартфонами і комунікаторами була чіткіше виражена. Перші комунікатори фактично були КПК з додатковим GSM-модулем. Вони не відрізнялися від КПК ні розміром (діагональ екрана 3,5-4 дюйми, роздільна здатність 320×240), ні вагою, а додаткові телефонні функції здорожувало апарат і скорочували час автономної роботи. Смартфони, у свою чергу, мало відрізнялися від телефонів, розмір екрану і його роздільна здатність були невисокі, а функціональність не дотягувала до КПК. Компанія Nokia просуваючи свої смартфони основний акцент робила на дизайні, ігрових і мультимедійних можливостях тощо, не загострюючи увагу на інтелектуальності пристроїв. Однак, з плином часу, продукти, які називають смартфонами і комунікаторами зближувалися. Розміри комунікаторів зменшувалися, а телефонні функції виходили на перший план. Розміри смартфонів навпаки, збільшувалися, а функціональність досягла рівня КПК. Наприкінці 2000-х розміри екрану більшості комунікаторів становили 2,6-2,8 дюймів, а смартфонів — 2,2-2,6 дюйма, типова роздільна здатність екрана обох класів пристроїв 640x360 пікселів.

## Історія смартфонів і комунікаторів

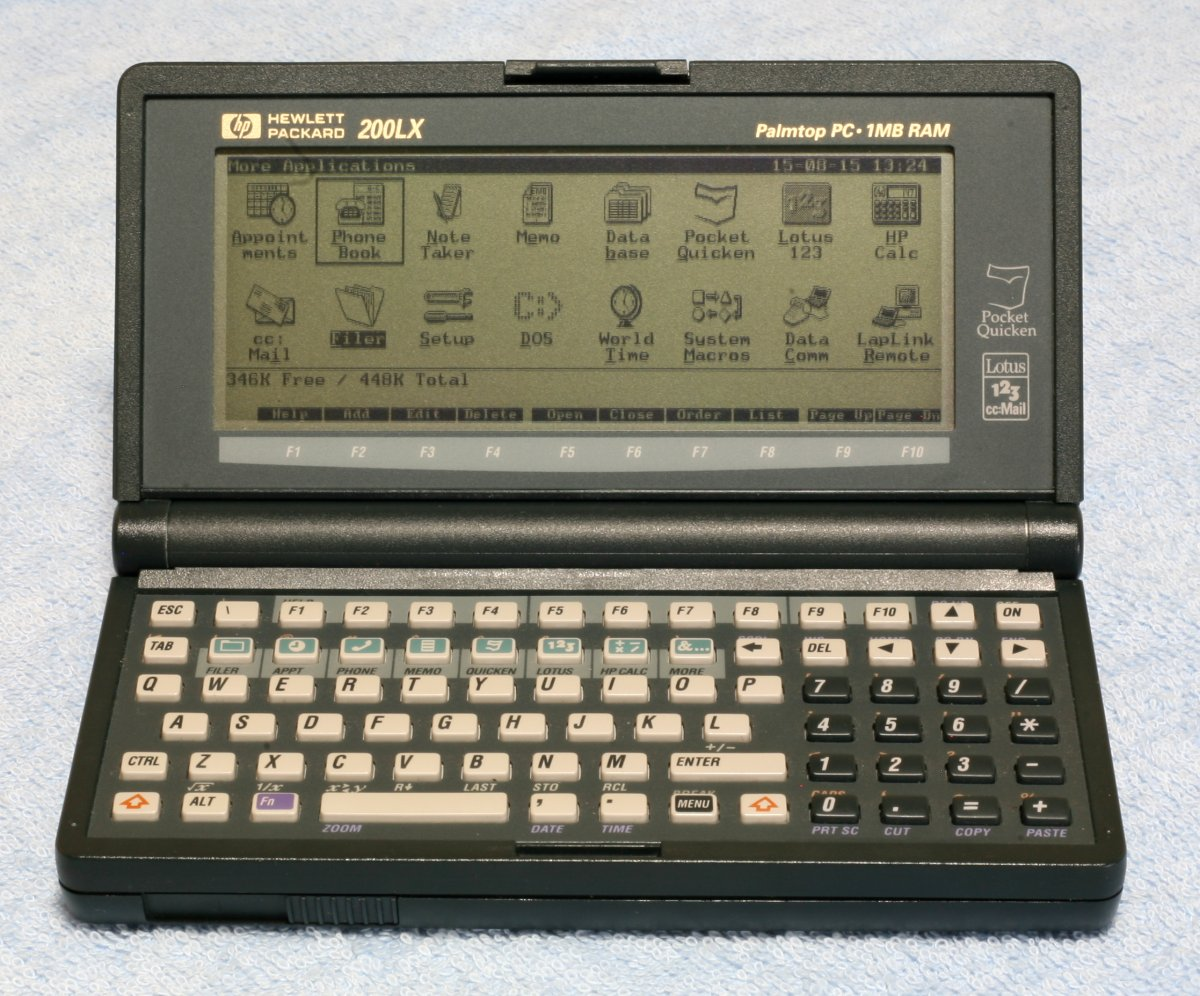
Hewlett Packard 200LX, технологічний попередник смартфонів, 1994 рік

Ідеї об'єднання функціональності стільникового телефону і кишенькового персонального комп'ютера з'явилися практично відразу після появи перших кишенькових персональних комп'ютерів на початку 90-х років XX століття. Першою спробою подібної вважається телефон IBM Simon, вперше представлений публіці як концепт у 1992 році компанією IBM. 1994 року цей апарат був випущений в продаж американським стільниковим оператором Bell South. Вартість пристрою становила 900$ до контракту і трохи більше 1000 без нього. Крім телефонних функцій апарат міг виконувати функції органайзера, надсилати та отримувати факси, дозволяв працювати з електронною поштою, а також містив кілька ігор. Клавіш управління не було, всі дії відбувалися за допомогою сенсорного екрану. Внаслідок великих габаритів і ваги (понад 1кг) апарат не отримав значного поширення.
На початку 1996 компанія Hewlett-Packard спільно з Nokia випустили КПК HP 700LX. Фактично це була перероблена модель HP 200LX з місцем для установки стільникового телефону Nokia 2110. Програмна частина також була доопрацьована для тіснішої взаємодії з мобільним телефоном. Ясна річ, цей апарат не можна вважати комунікатором, оскільки він складався з двох незалежних пристроїв.
У серпні 1996 з'явилося перший успішний пристрій, що об'єднує КПК і мобільний телефон в одному корпусі — Nokia 9000 Communicator, що працював під керуванням операційної системи GEOS. Комунікатор володів повнорозмірною QWERTY-клавіатурою й монохромним екраном високої роздільної здатності (640×200). Розміри пристрою становили 173×65×38 мм, а вага — 397г. У закритому вигляді устрій виглядав як звичайний, тільки дещо громіздкий телефон, а в розгорнутому вигляді — як типовий КПК (Handheld PC) того часу. Комунікатор Nokia 9000 за функціональністю не поступався КПК того часу і дозволяв здійснювати дзвінки, проте ОС була закрита і сторонні застосунки встановити було не можна. Головним недоліком пристрою (у порівнянні з КПК) була відсутність роз'ємів для розширення функціональності (PCMCIA і карт пам'яті). Згодом лінійка комунікаторів 9xxx була продовжена моделями 9000i, 9110, 9110i.
У 1997 у Тайвані була утворена компанія HTC, головною метою якої була розробка мобільних пристроїв, які поєднують в собі функціональність КПК і мобільного телефону.
В 1998 компаніями Psion, Nokia, Ericsson і Motorola був заснований консорціум Symbian, метою якого було створення повноцінної операційної системи для мобільних пристроїв.

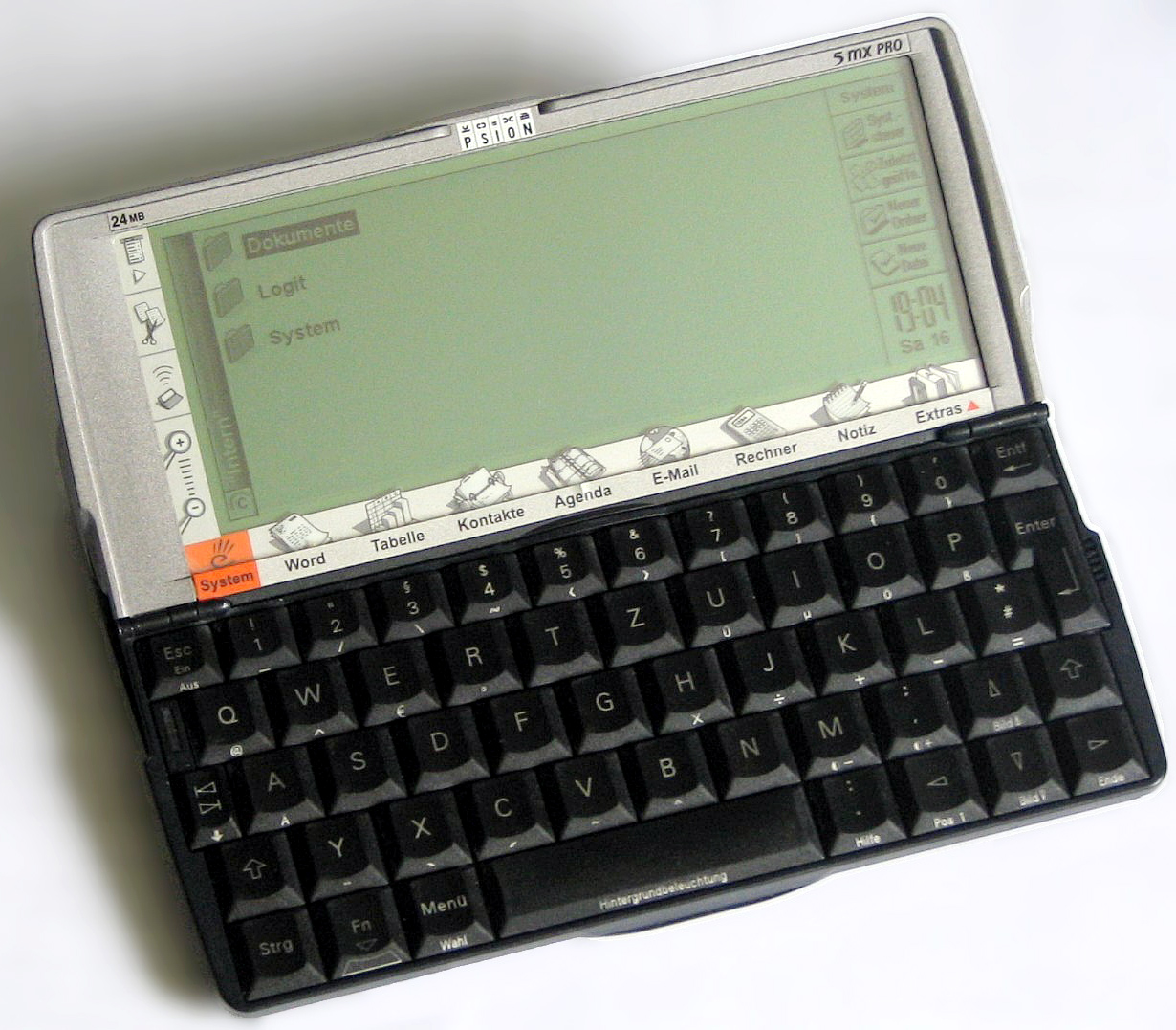
Psion Serie 5mx PRO на Symbian OS, 1999 рік

Аж до початку 2000-х, конкурентів у комунікаторів Nokia практично не було. Окремі моделі випускалися на локальних ринках і успіху практично не мали. Наприклад, в 1999 для американського ринку були випущені комунікатори Qualcomm pdQ 800 і pdQ 1900, що працювали під керуванням Palm OS. Через велику вагу і високу ціну ці апарати провалилися у продажу.
Термін «смартфон» був введений компанією Ericsson в 2000 для позначення свого нового телефону Ericsson R380s. Пристрій мав відносно малі габарити (130×50×26мм) і порівняно невелику вагу (169г). Особливістю пристрою був сенсорний екран, закритий відкидною кришкою (фліпом). Назвою «смартфон» виробник підкреслював інтелектуальність, однак цей апарат не можна вважати повноцінним смартфоном, оскільки він не дозволяв встановлювати сторонні програми (ОС була закритою).
Бурхливий розвиток смартфонів і комунікаторів почався в 2001: компанія Nokia випускає чергову модель комунікатора: Nokia 9210. Ця модель працювала під керуванням Symbian OS 6.0 і була першим пристроєм серії 9xxx з відкритою ОС. Пристрій базувався на новій платформі series 80, несумісної з програмами для попередніх поколінь комунікаторів Nokia. Модель мала вельми значну функціональність, внутрішній екран був кольоровим. Крім того був анонсований телефон Nokia 7650, який вважається першим «справжнім» смартфоном, оскільки він працював під керуванням відкритої для сторонніх розробників операційної системи Symbian OS 6.1 (платформа series 60). Проте, компанія Nokia позиціонувала дану модель насамперед як іміджевий телефон з розширеними мультимедійними функціями, а не як інтелектуальний пристрій з відкритою ОС. Втім, маленький розмір доступної пам'яті (4 Мб) і відсутність роз'єму для карти пам'яті значно обмежували можливості апарату. У тому ж році з'явилися перші комунікатори під управлінням Pocket PC 2000 (наприклад, Siemens SX45).
У 2002 виходить цілий ряд комунікаторів на базі платформи HTC Wallaby (ОС Microsoft PocketPC 2002) та смартфонів на базі платформи HTC Canary (ОС Microsoft Smartphone 2002) під різними торговельними марками (Qtek, O2, Siemens та інші). Комунікатори та смартфони на базі операційних систем Microsoft отримують значне поширення і стають масовими. Неофіційне назва «комунікатор» закріплюється за (Pocket PC) з сенсорним екраном. У тому ж році з'явилися смартфони BlackBerry (отримали велике поширення в США і Канаді) з QWERTY-клавіатурою, орієнтовані на роботу з електронною поштою. У той же час випускається цілий ряд комунікаторів на базі Palm OS, які стали дуже популярними. Комунікатори Nokia через високу ціну так і залишилися нішевими пристроями.
У 2003 компанія Microsoft випускає операційну систему Windows Mobile 2003. Nokia представляє відразу декілька смартфонів під управлінням Symbian OS, а ряд виробників — під управлінням Windows Mobile. Ринок смартфонів починає стрімкий розвиток. У тому ж році виходить перший смартфон на платформі UIQ: Sony Ericsson P800. Дана модель продовжила ряд телефонів Ericsson з сенсорним екраном, що закриваються фліпом, але вже з повним правом мала назву «смартфон». Наприкінці 2003 року компанія Nokia також анонсувала свій перший сенсорний апарат — Nokia 7700 на базі нової програмної платформи series 90. Пристрій повинен був вийти в середині 2004, однак, після декількох переносів терміну випуску було скасовано і в широкий продаж не потрапило. Замість нього в кінці року була випущена модель Nokia 7710 — перший і єдиний смартфон на ринку на базі series 90.
У 2005 компанія Microsoft випустила Windows Mobile 5.0, що володіє цілим поряд значних поліпшень. Операційна система була випущена у трьох варіантах: для смартфонів (Windows Mobile 5.0 for Smartphone), для КПК (Windows Mobile 5.0 for Pocket PC) і комунікаторів (Windows Mobile 5.0 for Pocket PC Phone Edition). Всі три версії ОС були побудовані на єдиній платформі, цей факт спричинив збільшення функціональності смартфонів і розмивання меж між смартфонами і комунікаторами. Компанія Nokia оголосила про припинення підтримки програмних платформ series 80 і series 90 і концентрації зусиль на розвитку єдиної для всіх, на базі платформи series 60. Наприкінці 2005 року були представлені перші смартфони Nokia на оновленій платформі series 60 version 3.

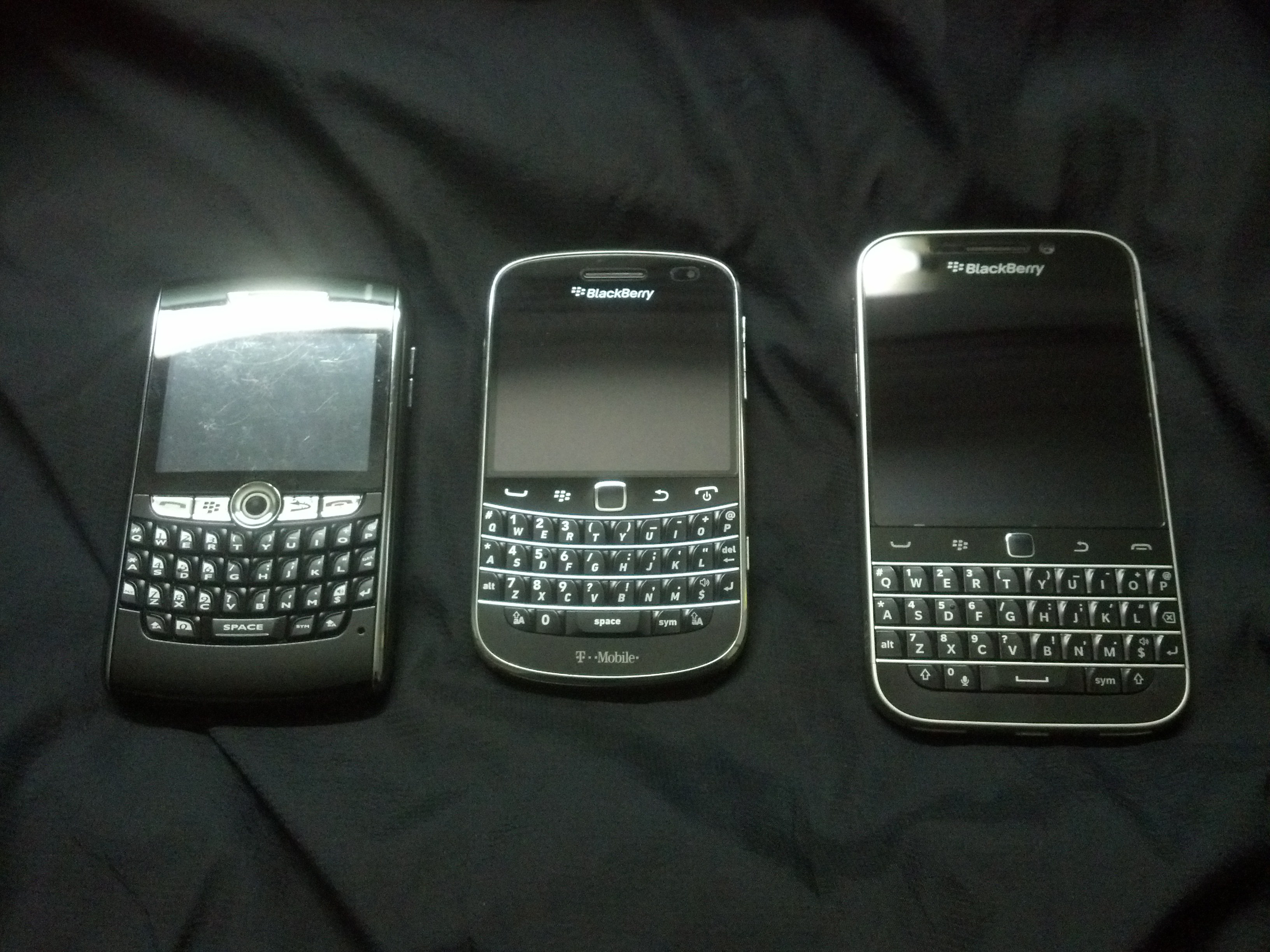
BlackBerry 8820 (2007), BlackBerry Bold 9900 (2011) і BlackBerry Classic (2014)

У 2006—2007 роках ринок смартфонів відчуває значне зростання (збільшення поставок смартфонів і комунікаторів приблизно удвічі). На початку 2006 тайванська компанія HTC ухвалила рішення про ліквідацію торгової марки Qtek і просуванні своєї продукції під єдиним брендом HTC. У цьому ж році компанія випустила HTC MTeoR — перший у світі 3G смартфон на базі Windows Mobile. Компанія Palm, Inc. Оголошує про початок співпраці з Microsoft і анонсує комунікатор Treo 700w під управлінням Windows Mobile 5.0.
Компанія Nokia випускає лінійку смартфонів на базі нових Symbian OS 9.1 і Symbian OS 9.2 (засновані на оновленій series 60 version 3). Цілий ряд пристроїв отримав функції, характерні раніше тільки для комунікаторів (такі як Wi-Fi і GPS), оновлена програмна платформа дозволила здійснити підтримку великих дозволів (більшість моделей отримали екрани з роздільною здатністю 320×240 пікселів). Крім того, деякі пристрої мали QWERTY/ЙЦУКЕН-клавіатурою. Лінійка комунікаторів Nokia була продовжена апаратом Nokia E90. Однією з головних особливостей даної моделі є те, що в складеному вигляді вона являє собою повноцінний смартфон (попередні моделі поєднували в собі звичайний телефон на базі програмної платформи series 40 і комунікатор на базі series 80). Все смартфони N-серії в офіційних прес-релізах Nokia іменуються «мультимедійними комп'ютерами». На базі оновленої UIQ 3 (Symbyan OS 9.1) був випущений ряд сенсорних смартфонів Sony-Ericsson (моделі M600i, P990, P1, W950, W960). Крім того, в 2007 році з'явився перший смартфон на базі UIQ 3.1 без сенсорного екрану Motorola Z8.
У першій половині 2007 компанія Microsoft випустила Windows Mobile 6. З назви версій операційної системи були виключено слова Smartphone і Pocket PC (версія для апаратів без сенсорного екрану називалася Standard, а з підтримкою нього — Professional). Це остаточно закріпила об'єднання смартфонів і комунікаторів в один клас пристроїв. Версія 6.0 відрізнялася від попередньої переважно переробленим інтерфейсом і поруч незначних поліпшень. Нова операційна система була сумісна з програмами для попередньої версії.

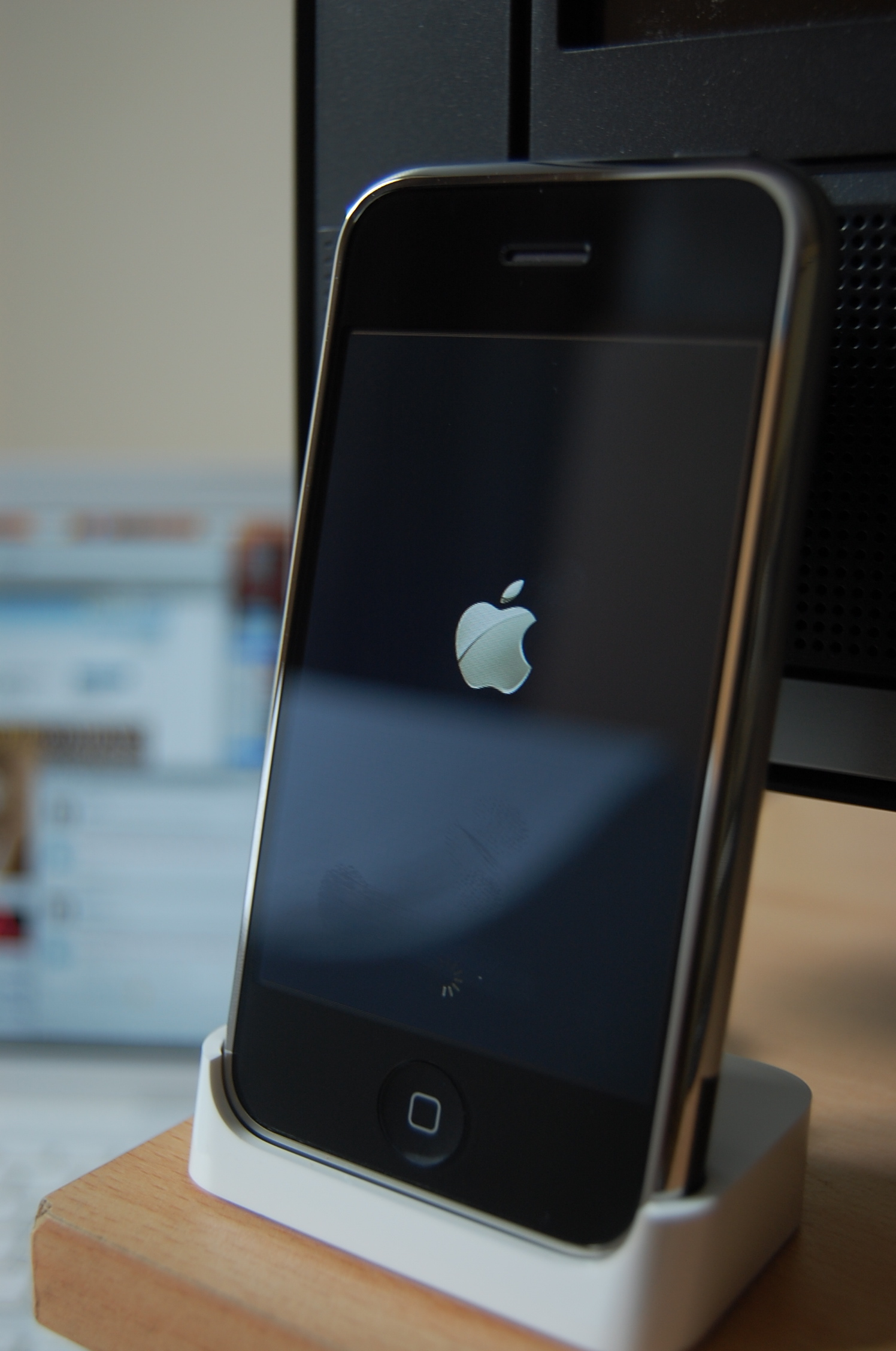
Оригінальний iPhone, 2008 рік

У середині 2007 компанія Apple випустила безклавіатурний смартфон iPhone. Смартфон не відрізнявся функціональністю (наприклад, була відсутня можливість MMS-повідомлень, передачі файлів за допомогою Bluetooth тощо), єдиним нововведенням був спосіб керування пристроєм двома пальцями (Multi-Touch). Проте великий екран, застосування дорогих матеріалів, фірмовий лаконічний стиль апарату і агресивна рекламна кампанія зробили цей пристрій хітом продажів. Слід зазначити, що спочатку операційна система iPhone була закритою, середовище розробки застосунків iPhone SDK для сторонніх розробників з'явилася тільки на початку 2008. Смартфон від Apple привернув значну увагу, багато виробників випустили телефони і комунікатори з інтерфейсом, орієнтованим на управління пальцями. Часто анонс таких апаратів висвітлювався в пресі як поява «вбивці iPhone».
Наприкінці 2007 року компанією Google була анонсована відкрита мобільна платформа Android, заснована на ядрі Linux, і була сформована група компаній Open Handset Alliance (OHA), метою якої є розробка відкритих стандартів для мобільних пристроїв.
У середині 2008 року компанія Google оголосила про відкриття вихідних кодів Android.

Компанія Nokia також оголосила про намір відкрити вихідний код Symbian OS і починає процес придбання повного пакета акцій Symbian, з метою створення некомерційної організації Symbian Foundation. Процес купівлі був завершений 2 грудня 2008. Передбачається, що уніфікована відкрита платформа Symbian з'явиться в 2010 році.

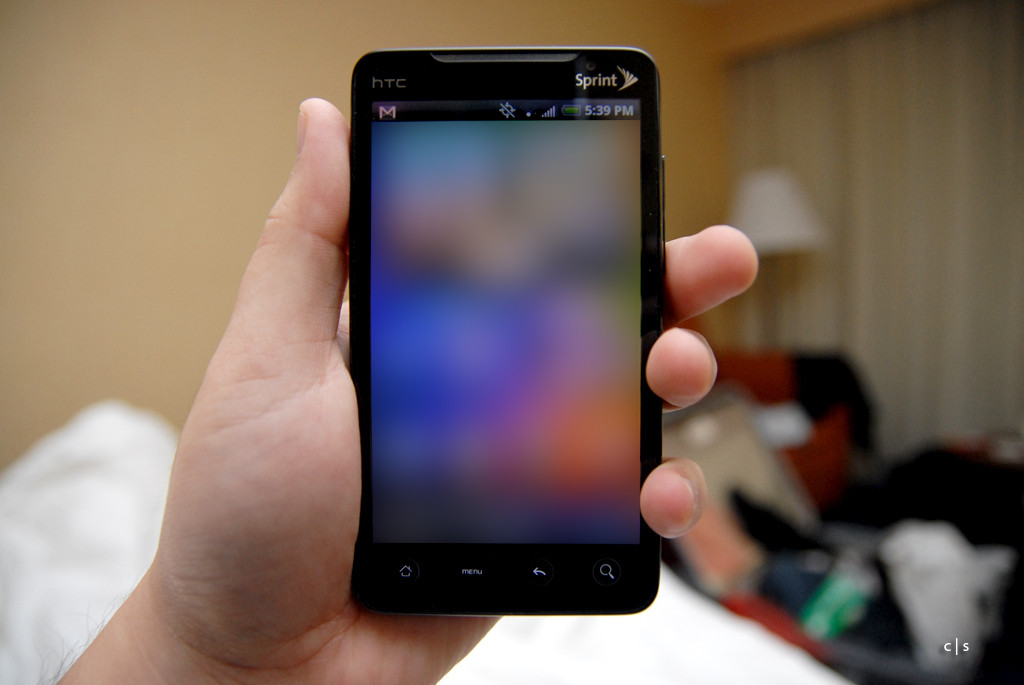
HTC Evo 4G, 2010

У 2008 році Apple представила оновлену версію свого смартфона iPhone 3G. В апараті з'явилася підтримка мереж 3-го покоління, GPS і виправлені деякі недоліки попередньої моделі. Офіційні поставки пристрою здійснюються більш ніж у 70 країн. Завдяки успішному продажу iPhone компанія Apple завоювала значну частку ринку смартфонів.
Восени 2008 року вийшов перший апарат на базі Android — T-Mobile G1 (HTC Dream).
Наприкінці 2008 року компанія Nokia випускає сенсорний апарат Nokia 5800 на базі Symbian OS 9.4. Смартфон підтримує керування без використання стилуса і орієнтований на масовий ринок. Одночасно з цим пристроєм був анонсований флагманський смартфон Nokia N97 з сенсорним екраном і висувною QWERTY/ЙЦУКЕН-клавіатурою.
У 2010-і стали виділятися фаблети, під якими маються на увазі пристрої, проміжні між смартфонами та планшетними комп'ютерами. Вони вирізняються великими екранами діагоналлю понад 4,6 або 5 дюймів, і більшою орієнтованістю на медіа-розваги.

## Програмне забезпечення

### Операційні системи

Логотип iOS

Логотип Android

| Платформа                                  | 3 кв. 2012 | 3 кв. 2011 | 4 кв. 2009 | 4 кв. 2008 | 4 кв. 2007 | 3 кв. 2006 | 3 кв. 2005 |
| ------------------------------------------ | ---------- | ---------- | ---------- | ---------- | ---------- | ---------- | ---------- |
| Symbian                                    | 2,3 %      | 14,6 %     | 47,2 %     | 52,4 %     | 62,3 %     | 72,8 %     | 59,7 %     |
| RIM (BlackBerry)                           | 7,7 %      | 9,5 %      | 20,8 %     | 16,5 %     | 10,9 %     | 2,8 %      | 1,5 %      |
| Apple (iPhone OS)                          | 14,9 %     | 13,8 %     | 15,1 %     | 9,6 %      | 5,2 %      | ―          | ―          |
| Microsoft (Windows Mobile/Windows Phone 7) | 2,0 %      | 1,2 %      | 8,8 %      | 13,9 %     | 11,9 %     | 5,6 %      | 2,2 %      |
| Google (Android)                           | 75,0 %     | 57,5 %     | 4,7 %      | 0,5 %      | ―          | ―          | ―          |
| Інші (Linux, PalmOS)                       | 1,5 %      | 3,4 %      | 3,4 %      | 7,2 %      | 9,6 %      | 18,8 %     | 36,6 %     |

Найпоширеніші операційні системи та платформи для смартфонів:
1. Android — платформа для смартфонів, з відкритим вихідним кодом, що розробляється OHA (група компаній на чолі з Google). Платформа базується на Linux. 2012 року за даними IDC ринкова доля цієї ОС склала 75 %.
2. iOS (раніше iPhone OS) — використовується в iPhone і iPod touch, розробляється Apple на основі Mac OS X. Офіційна підтримка встановлення програм сторонніх розробників з'явилася тільки у версії 2.0 (з допомогою Apple App Store). Друга за популярністю ОС для смартфонів станом на 2019 рік.
3. Symbian OS — популярна ОС в 2005—2010 рр. Станом на 2012 рік на базі цієї ОС існують 2 альтернативні платформи: Series 60 (використовується переважно в пристроях Nokia, а також деяких моделях Samsung) і UIQ (використовується в низці моделей Sony Ericsson і Motorola, наприкінці 2008 року подальша розробка платформи припинена[4]). До 2014-го обсяг постачань смартфонів на основі Symbian OS може досягти 180 млн одиниць.
4. BlackBerry OS (RIM) — пристрої на цій системі широко використовуються переважно в США, бо спецслужби деяких країн не зацікавлені у використанні цих смартфонів у своїй країні через те, що всі вхідні/вихідні дані шифруються за допомогою AES.
5. Windows Mobile і Windows CE — компактна ОС компанії Microsoft, випускається з 1996 року, і займає великий сегмент ринку ОС для смартфонів.

Інші:
- Palm OS — наприкінці 1990-х років, на початку 2000 років популярна платформа. Станом на 2008—2013 роки апарати на базі Palm OS практично не випускаються. Останній смартфон під керуванням даної операційної системи був представлений наприкінці 2007 року (Palm Centro).
- Palm webOS — 8 січня 2009 був анонсований смартфон Palm Pre під керуванням нової ОС Palm webOS, ядром якої є ОС Linux. Надалі компанія Palm буде випускати смартфони тільки з ОС Palm webOS.
- Linux — широкого розповсюдження не отримали, проте традиційно вважаються перспективним напрямком. Смартфони на базі Linux поширені переважно в Азії. Платформи: Maemo (використовується в інтернет-планшетах Nokia 770-N810 і смартфон Nokia N900), OpenMoko (Neo 1973, Neo FreeRunner).
- bada — мобільна операційна система та платформа виробництва Samsung Electronics, представлена в лютому 2010 року. bada може працювати на базі ядра Linux чи операційної системи реального часу і покликана замінити власну операційну систему Samsung на більшості функціональних телефонів.
- Aliyun OS — заснована на Linux мобільна операційна система, спроєктована для смартфонів. Розроблена AliCloud, дочкою китайської компанії Alibaba Group. Aliyun був випущений на китайський ринок 28 липня 2011.

### Мобільний застосунок
Мобільний застосунок — комп'ютерна програма, розроблена для роботи на мобільних пристроях, таких як смартфони.

### Смартфони і шкідливі програми
Відкритість операційної системи смартфонів і комунікаторів породжує ще одну проблему, добре знайому користувачам персональних комп'ютерів — комп'ютерні віруси та інші шкідливі програми. Для захисту від цієї небезпеки більшістю провідних розробників антивірусного ПЗ створені спеціальні версії антивірусних програм для мобільних операційних систем (наприклад CM Security Antivirus AppLock від Cheetah Mobile).
Більшість сучасних шкідливих програм для мобільних пристроїв (переважно це троянські програми[9]) поширюються через Інтернет під виглядом корисних програм (ігор, кодеків для відеопрогравачів та інших), або локально в людних місцях за допомогою bluetooth. При цьому установка шкідливої програми повинна бути підтверджена користувачем. Для захисту від таких вірусів досить дотримувати розумну обережність: не приймати запит з'єднання через bluetooth від незнайомих людей, не встановлювати підозрілі програми з ненадійних джерел тощо Проте в перспективі, із зростанням використання смартфонів і комунікаторів для виходу в Інтернет (завдяки впровадженню нових технологій бездротового зв'язку 3G, Mobile WiMAX та інших) шкідливі програми для мобільних пристроїв можуть стати серйозною небезпекою.
Звичайні мобільні телефони теж можуть зазнати зараження шкідливими програмами (існують шкідливі J2ME-програми[10], можливе використання вразливостей ОС телефону тощо).

## Основні виробники смартфонів
Хоча довгий час (до 2012—2013 років) лідером серед виробників смартфонів була американська компанія Apple Inc., проте згодом вона почала здавати позиції. 2015 року вона була другою після Samsung, у 2018 — третьою після Huawei, у 2019 році опустилася на четверте місце після OPPO. Станом на 2019 рік щоквартальне виробництво складало близько 300 млн смартфонів, доля Samsung складала 23 % з 75 млн пристроїв.
| Джерело               | Дата    | Samsung | Apple Inc. | Huawei | Xiaomi | OPPO  | Інші   | Примітки |
| --------------------- | ------- | ------- | ---------- | ------ | ------ | ----- | ------ | -------- |
| Gartner               | Q4 2019 | 17.3 %  | 17.1 %     | 14.3 % | 8.0 %  | 7.5 % | 35.8 % | [ 14 ]   |
| IDC                   | Q2 2018 | 21.0 %  | 12.1 %     | 15.9 % | 9.5 %  | 8.6 % | 32.9 % | [ 15 ]   |
| Counterpoint Research | Q3 2019 | 21 %    | 12 %       | 18 %   | 8 %    | 9 %   | 21 %   | [ 16 ]   |

## Користування смартфонами в Україні
Кількість користувачів мобільних телефонів в Україні станом на 2020 рік майже досягла кількості телеглядачів — 40 млн осіб. З них частка українців, що користуються смартфонами, стрімко зростає. Порівняно з 9 % в 2013 році, вона зросла вп'ятеро всього за 5 років і досягла 45 % населення в 2018 році і 66 % українців в 2019 році. Така тенденція пояснюється економічними умовами в перші пару років після революції 2014 року, яка змінилася стійким економічним зростанням. Однак, Україна все ще відстає від решти Європи за рівнем користування смартфонами на 3 роки: 85 % людей у віці від 18 до 30 років користуються пристроями з сенсорним дисплеєм. Більшість з них живуть у великих містах і мають вищу освіту.
Станом на 2018 рік 91 % власників пристроїв із сенсорним екраном використовували додатки. Найактивнішою соціальною групою в цьому плані є люди у віці 25-34 років. До 70 % смартфонів працюють на Android; 20 % — це iPhone. 73 % користувачів смартфонів мають на своїх пристроях програми соціальних мереж, тоді як 61 % користувачів мають ігрові програми, 51 % — навігаційні програми та 49 % — месенджери. Аналіз популярності конкретних месенджерів показує, що 85 % власників смартфонів використовують Viber, 44 % — Facebook Messenger, 32 % — Skype і 11 % — Telegram.
Гендерний розподіл користувачів смартфонів: жінки використовують такі пристрої частіше (53 %), ніж чоловіки (47 %).